# Xystrocera boulardi
Xystrocera boulardi es una especie de escarabajo longicornio perteneciente al género Xystrocera, clasificada en la tribu Xystrocerini, de la subfamilia Cerambycinae.
Mide 7-17 mm de longitud. El período de actividad para los adultos se presenta en los meses de enero, febrero y marzo.

## Distribución
Se distribuye por la República Centroafricana.

## Taxonomía
Fue descrita por Breuning & Teocchi en 1972.
Etimología
boulardi: nombre en honor del entomólogo francés Michael Boulard.